# Miri Yu

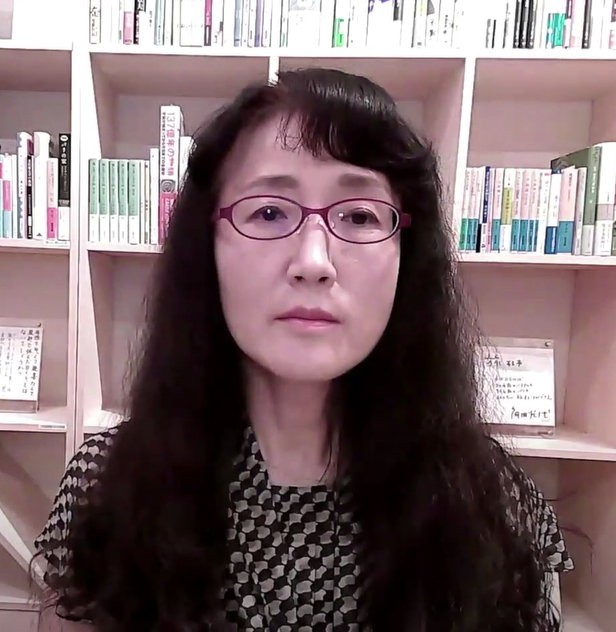
Miri Yu

Miri Yū (hanja: 柳 美里, hangul: 유미리, Yū Miri, Yū är familjenamnet), född 22 juni 1968 i Tsuchiura, är en japansk drama- och romanförfattare av koreanskt ursprung (Zainichi-korean). Koreanerna är en diskriminerad grupp i Japan och Yū växte upp i en dysfunktionell familj, vilket avspeglas i hennes böcker.
Yū, som idag (2007) bor i Kamakura, Kanagawa, har hittills publicerat 17 romaner och ett mindre antal dramer, essäsamlingar och andra skrifter.

## Verk översatta till svenska
Fullt hus: två berättelser, översättning av Eiko och Yukiko Duke, Natur och kultur, 2001, ISBN 9789127082144
Tokyo Ueno station : utgången mot parken, översättning Lars Vargö, Albert Bonniers förlag, 2021, ISBN 9789100190385

## Priser och utmärkelser
År 1996 belönades Yū med det prestigefyllda japanska Akutagawa-priset.